# Леонов, Максим Геннадьевич
Максим Геннадьевич Леонов (род. 8 сентября 1983, Саратов, Саратовская область, РСФСР, СССР) — российский политический деятель. Глава Энгельсского района Саратовской области с 7 марта 2025 (и. о. 13 февраля — 7 марта 2025).

## Биография
Родился 8 сентября 1983 в городе Саратов. С 1990 года постоянно проживает в городе Энгельс Саратовской области.
Завершил обучение в средней общеобразовательной школе № 10 города Энгельса. С отличием окончил обучение в Саратовском государственном университете имени Н. Г. Чернышевского по специальности «Юриспруденция». В 2009 в Тамбовском государственном университете имени Г. Р. Державина защитил диссертацию на соискание учёной степени кандидата юридических наук, на тему: «Уголовная ответственность за воспрепятствование законной предпринимательской или иной деятельности».
С 2005 года осуществлял трудовую деятельность на различных должностях муниципальной службы в администрации города Саратова. В 2019 году замещал должность заместителя главы администрации муниципального образования «Город Саратов» по взаимодействию с органами государственной власти и местного самоуправления, председателя комитета правового обеспечения. 27 января 2025 года назначен заместителем главы администрации города Саратова по правовым вопросам. 
Решением депутатов Энгельсского муниципального района 13 февраля 2025 года приступил к исполнению обязанностям Главы Энгельского муниципального района Саратовской области. 7 марта официально вступил в должность главы Энгельсского района.

## Семья
Женат. Воспитывает сына и дочь.